# Architectonicidae
Architectonicidae (лат.) — семейство морских брюхоногих моллюсков из подкласса Heterobranchia. Среди конхиологов и коллекционеров морских раковин представители этой группы известны под названием улитки-солнечные часы. Раковина гладкая, спиральная, имеет вид пологого правильного конуса с очень глубоким воронкообразным углублением с нижней стороны, в которое самка моллюска откладывает яйца. Обитают в тропических водах на небольшой глубине на песчаных и илистых грунтах. Питаются актиниями и мягкими кораллами. Ископаемые раковины этих моллюсков найдены в отложениях по всему миру, включая Антарктику; наиболее древние датируются серединой триасового периода мезозойской эры (236—230 млн лет назад).

## Классификация
В семейство Architectonicidae входят следующие роды:
- Adelphotectonica
- Architectonica
- Basisulcata
- Discotectonica
- Granosolarium
- Heliacus
- Philippia
- Pseudomalaxis
- Pseudotorinia
- Psilaxis
- Solatisonax
- Spirolaxis
- Calodisculus †
- Climacopoma †
- Dinaxis †
- Disculus †
- Eosolarium †
- Ewekorolaxis †
- Granoheliacus †
- Granosolarium †
- Intitectonica †
- Nigerialaxis  †
- Nipteraxis †
- Nodosolarium  †
- Patulaxis †
- Platylaxis †
- Pseudotorinia †
- Punjabia †
- Rinaldoconchus †
- Solariaxis †
- Stellaxis †
- Trimalaxis †
- Wangaloa †

## Фото

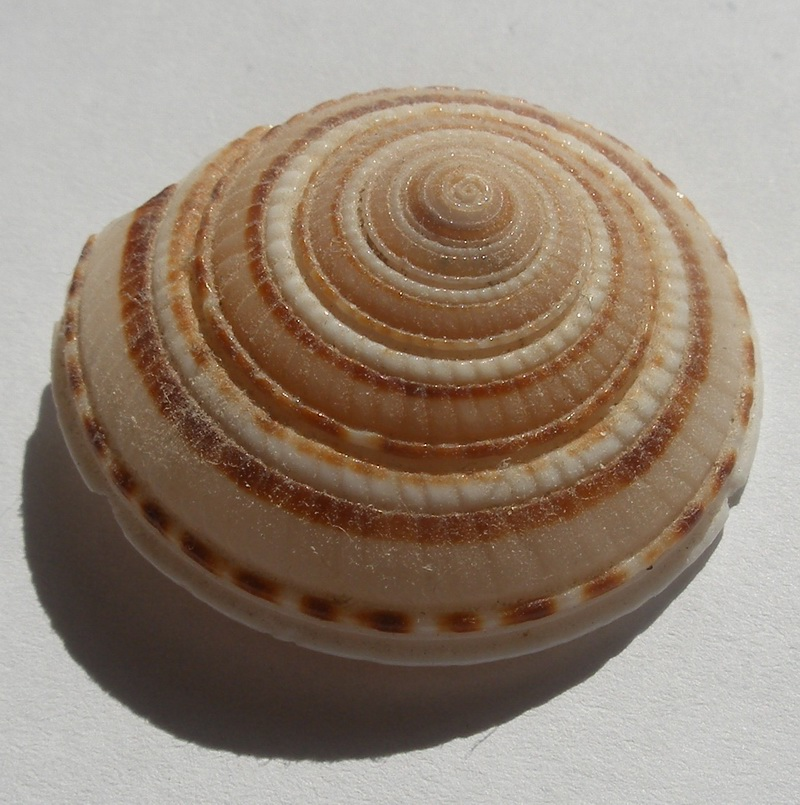
Architectonica perspectiva
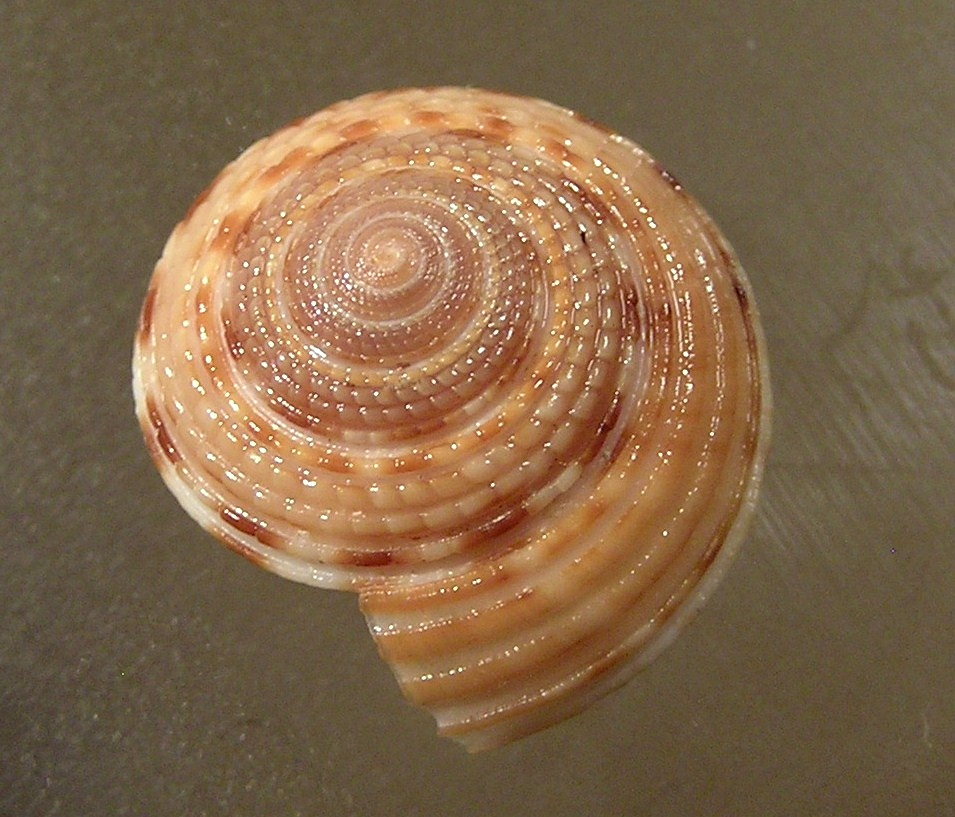
Architectonica consobrina
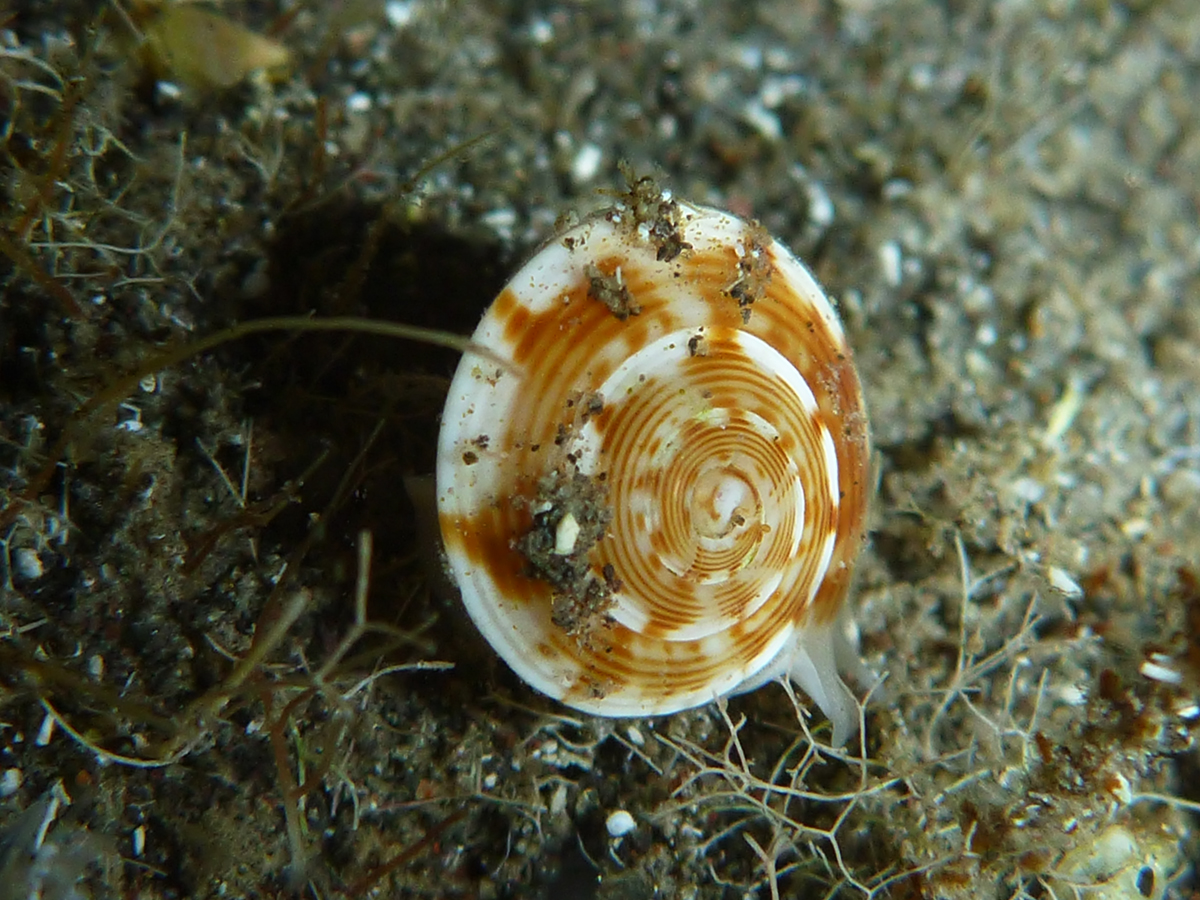
Psilaxis sp., живая улитка
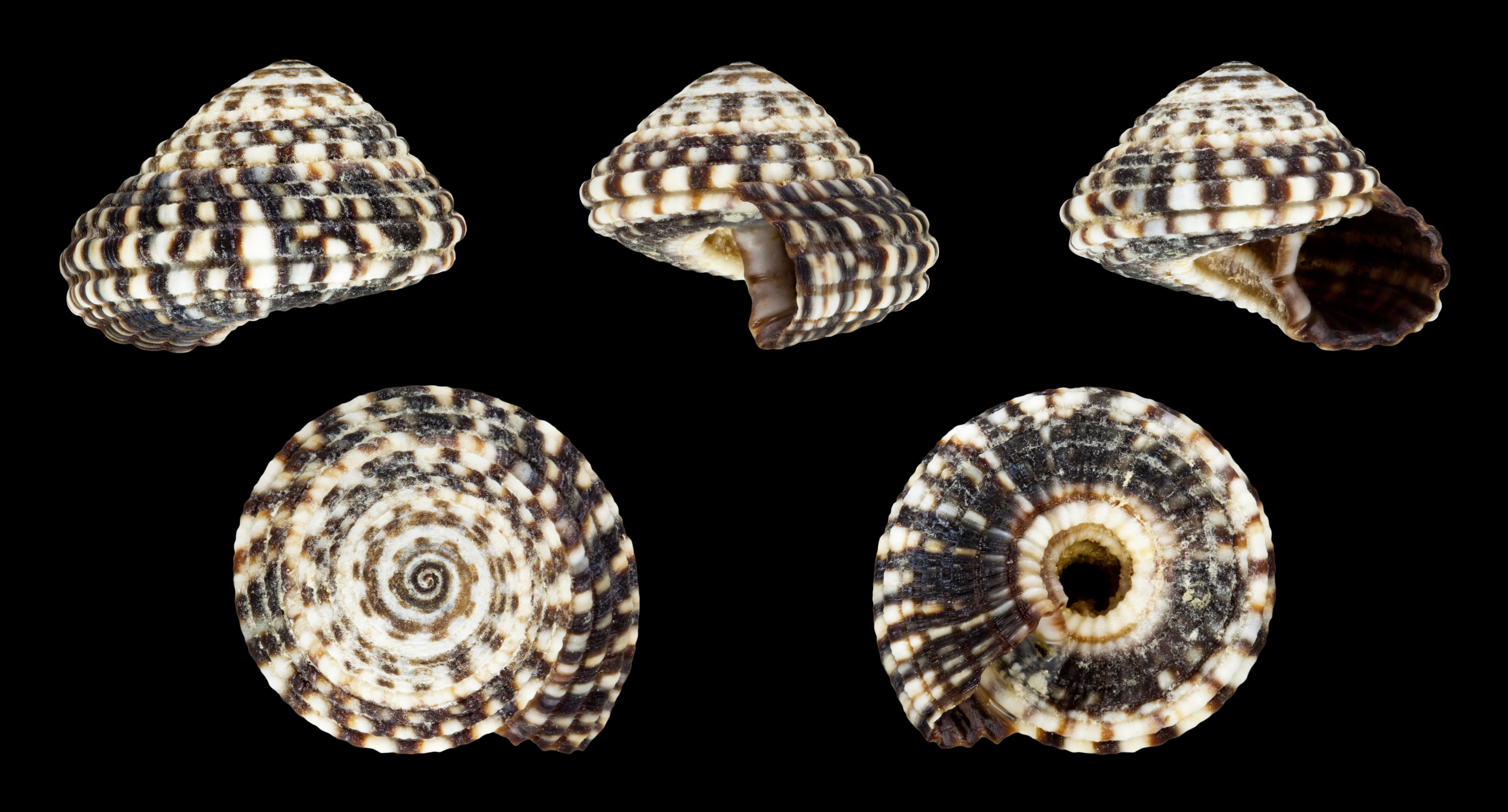
Heliacus variegatus